# المستجيب الأول
المستجيب الأول (بالإنجليزية: First Responder)‏، ويُسمى أيضاً المستجيب الأول المُعتمد (بالإنجليزية: Certified first responder)‏، أو مُستجيب الطوارئ الأول (بالإنجليزية: Emergency Medical Responder)‏ ، أوالمستجيب الطبّي الأول (بالإنجليزية: Medical First Responder)‏، هو ذلك الشخص الذي أكمل دراسة الدورة وحصل على شهادة في توفير رعاية ما قبل المستشفى لحالات الطوارئ الطبية. وهو أول شخص يصل إلى مكان الحادث ويقوم بالتعامل الأولي مع الحالات الإسعافية وتقييم الحالات الحرجة التي تحتاج إلى رعاية.

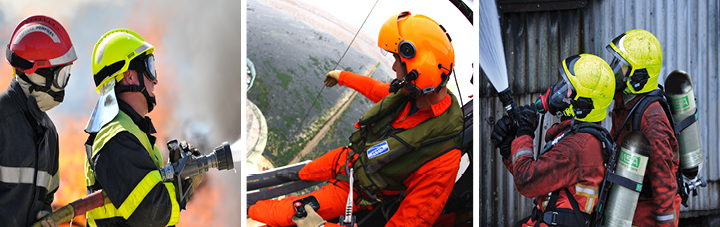
المستجيب الأول First Responder أثناء التدريب.

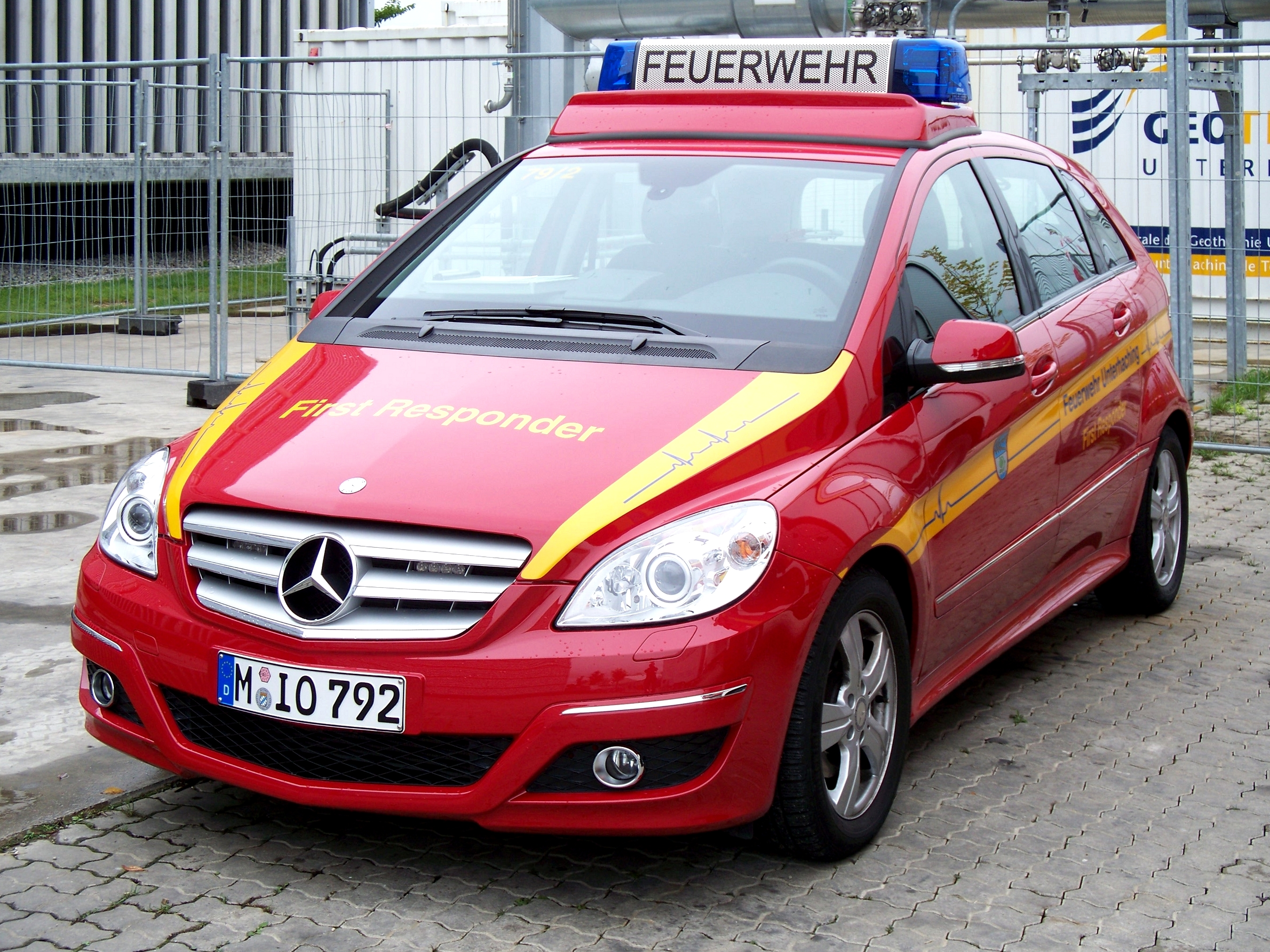
سيارة المستجيب الأول First Responder في ألمانيا.
(الاسم مكتوب بالإنجليزية على مقدمة السيارة)

## وصلات خارجية
- المستجيب الأول في الإمارات، "إسعاف مستجيب أول" بشرطة أبوظبي يوفر العناية الطبية لـ 1346 حالة في 7 شهور.
- المستجيب الأول في دبي، شرطة دبي، المشروعات التجارية تعقد بنجاح البرنامج التدريبي “الإنقاذ بمساعدة المستجيب الأول”.
- المستجيب الأول في دبي، سيارة المستجيب الأول ·· سباق لإلقاء طوق النجاة.
- المستجيب الأول في فلسطين، الشرطة الفلسطينية، الشرطة وبالتعاون مع الشرطة الأوروبية تنفذ تدريبا حول المستجيب الأول في سلفيت.
- المستجيب الأول في لبنان.